# Kalighat-Tempel

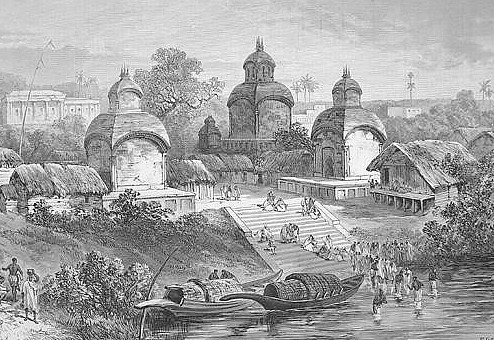
Kalighat-Tempel um 1887, im Vordergrund der Adi Ganga-Kanal, ein Seitenarm des Hugli

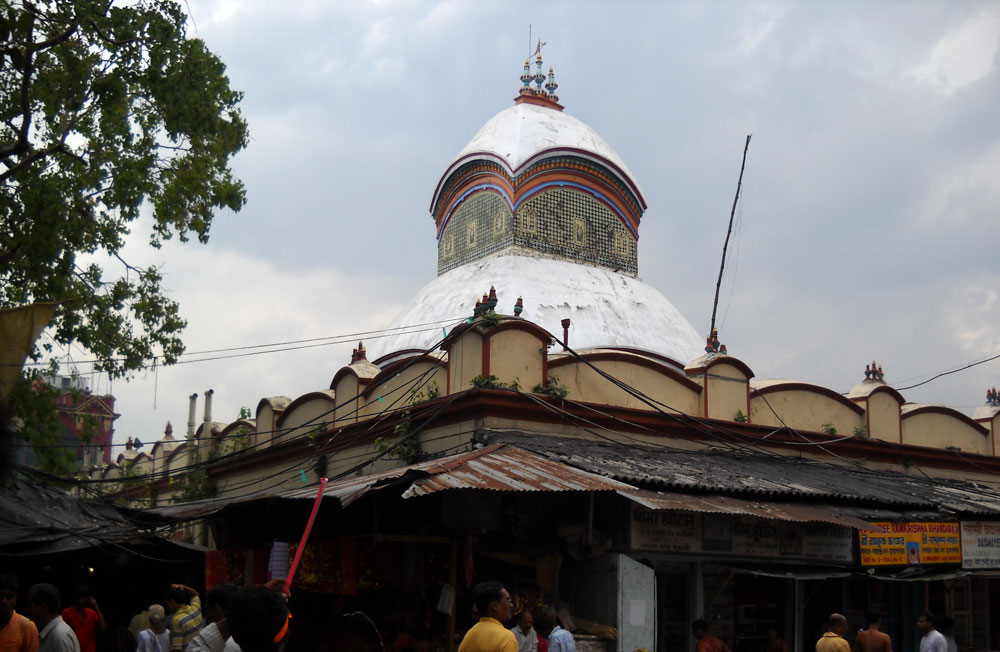
Dach des Tempels

Der Kalighat-Tempel (Bengalisch: কালীঘাট মন্দির) ist ein hinduistischer Tempel in Kalighat, einem Stadtteil von Kolkata (Kalkutta). Für Verehrer der Göttin Kali, hier Kalika genannt, gehört er zu den wichtigsten Wallfahrtsorten auf dem indischen Subkontinent.

## Geschichte des Tempels
In seiner jetzigen Form wurde das Gebäude 1809 mit Hilfe der wohlhabenden Familie Roy Choudhury an der Stelle eines früheren Tempels fertiggestellt. Bereits in der Mitte des 18. Jahrhunderts war Kalighat mit seiner schwarzen Göttin ein bekannter und vielbesuchter Wallfahrtsort. Früheste Hinweise finden sich außer in unzähligen Legenden in einem in Bengalen bekannten Werk, dem Mansar Bhasan aus dem 15. Jahrhundert. Auch weisen verschiedene tantrische Schriften auf eine frühe Verehrung der Kali in dieser Umgebung hin.
Sind die Ursprünge auch auf tantrische Glaubensrichtungen zurückzuführen, war Kalighat doch nie ausschließlich ein tantrischer Tempel. So soll schon um etwa 1550 der populäre Bhuvaneswar Brahmachari, damals Priester in Kalighat, kleine Salgram Shilas, kugelrunde Steine als Verkörperung Vishnus, dort konsekriert und aufgestellt haben, die noch heute zu sehen sind. Auf dem Tempelgelände gibt es neben dem Hauptheiligtum für Kali auch einen Radha-Krishna-Tempel sowie einen zur Verehrung Shivas.
Die Kalistatue (das Kultobjekt, Murti) besteht aus einem schwarzen Gesteinsblock, der nach einer Legende im Fluss gefunden, nach einer anderen aus der Erde gewachsen ist. Diesen statteten wohlhabende Besucher im Laufe der Zeit mit goldenen Gliedmaßen, Zunge sowie prachtvoller Kleidung aus.

## Mythologie
Kalighat ist laut Mythologie einer der 52 Shakti Pithams. In der zugrunde liegenden Geschichte tanzt Shiva mit der Leiche seiner geliebten Frau, der Göttin Sati, auf den Schultern durch das Universum den Tanz der Zerstörung. Wegen einer schweren Beleidigung von Seiten ihres Vaters Daksha hatte sie sich getötet. Vishnu jedoch warf seinen Diskus und begann die Leiche zu zerstückeln, um so das Universum zu retten. Überall dort, wohin die Teile auf die Erde fielen, entstanden große Pilgerplätze, die Shakti Pithams. Die Zehe soll in den Fluss Bhagirathi (ein Seitenarm des Ganges) in der Nähe des heutigen Tempels gefallen sein. In diesem Zusammenhang bietet die Mythologie über die Entstehung des Tempels verschiedene Versionen:
- Eine Geschichte erzählt von einem Brahmanen, der in der Nähe des jetzigen Tempels, als die gesamte Gegend noch mit dichtem Wald bedeckt war, hier seine Gebete verrichtete. Eines Abends sah er aus dem Bhagirathi-Fluss ein Bündel von Strahlen empor steigen. Im klaren Wasser fand er daraufhin einen Stein in Form einer menschlichen Zehe und erkannte nachts im Traum, dass dieser Stein nichts anderes als die Zehe von Sati sei, welche die Waffe Vishnus abgeschnitten hatte.

- Auch erzählt man vom Einsiedler Atamaran, der hier einst meditierte. Diesem sei im Traum die Göttin erschienen und habe ihr Erscheinen angekündigt. Schließlich fand er sie in Form eines großen schwarzen Steines im Wasser und stellte diesen zur Verehrung auf. Nach einer anderen Version ist der Stein aus der Erde gewachsen.

- Nach einer anderen Erklärung waren es der tantrische Mönche, die durch den Dschungel streifend den Stein gefunden und ihn als Repräsentation von Kali verehrt haben. Sie stellten ihn im dichten Dschungel auf, um die damals in einigen tantrischen Richtungen üblichen Menschenopfer zu verbergen.

## Opfer
Gehören auch Menschenopfer der Vergangenheit an, so ist doch der Gedanke des blutigen Opfers weiterhin im Tempel gegenwärtig. Obwohl für die meisten Hindus ein Gräuel, sind hier noch heute Ziegenopfer üblich. Manche Gläubige bestellen ein junges Tier, das von einem der Priester gesegnet und vom Fleischer mit einem einzigen Schnitt getötet und ausgeblutet wird. Das Blut opfert man der Göttin –, während man das Fleisch als Prasad, als gesegnete Speise, mit nach Hause nimmt. Neben dem blutigen Opfer sind vor allem Gaben von Blüten und Süßigkeiten wie bei jedem Tempelbesuch obligatorisch. Immer gehören einige Münzen dazu, gelegentlich auch größere Summen. Von diesen Spenden sowie den persönlichen Entgelten der Pilger für den Tempeldienst leben die dortigen Priester mit ihren Familien.
Von einem Teil der Spenden kochen die Organisatoren regelmäßig auf riesigen Lehmöfen Speisen für die Armen, die zu Hunderten um den Tempel herum lagern.